# Ginástica de trampolim nos Jogos Olímpicos de Verão de 2020 - Masculino
A competição masculina da ginástica de trampolim nos Jogos Olímpicos de Verão de 2020 ocorreu em 31 de julho de 2021 no Centro de Ginástica de Ariake, em Tóquio. Um total de 16 ginastas de 12 Comitês Olímpicos Nacionais (CON) participaram do evento.

## Qualificação
Um total de 16 vagas estavam disponíveis para a competição masculina da ginástica de trampolim. Cinco vagas foram atribuídas durante o Campeonato Mundial de 2019, sendo que apenas um ginasta por Comitê Olímpico Nacional (CON) poderia se classificar. Outras oito vagas foram destinadas aos melhores ginastas classificados nas etapas da Copa do Mundo entre 2019 e 2021.
Duas vagas continentais foram distribuídas, ficando com o Egito (África) e Colômbia (Américas), sendo que as vagas para os demais continentes não precisaram ser utilizadas. Como o Japão já tinha um lugar assegurado, a vaga como representante do país sede foi realocada para os Estados Unidos.

## Formato
A competição consistiu de um fase qualificatória e uma final. Na qualificatória, cada ginasta realiza dois exercícios e a soma contabiliza para a pontuação, com os oito melhores avançando para a final. Na final, um único exercício é realizado, sendo avaliado questões de dificuldade, execução e tempo de voo para determinar a pontuação final.

## Calendário
Horário local (UTC+9)
| Data        | Horário | Rodada         |
| ----------- | ------- | -------------- |
| 31 de julho | 13:00   | Qualificatória |
| 31 de julho | 14:50   | Final          |

## Medalhistas
| Ouro   | BLR Ivan Litvinovich |
| Prata  | CHN Dong Dong        |
| Bronze | NZL Dylan Schmidt    |

## Resultados

### Qualificação
Disputada às 13:00 locais, os oito melhores ginastas se classificam para a final.
| Pos. | Ginasta              | CON                | 1ª rotina | 2ª rotina | Total   | Notas |
| ---- | -------------------- | ------------------ | --------- | --------- | ------- | ----- |
| 1    | Ivan Litvinovich     | BLR Bielorrússia   | 53.515    | 60.040    | 113.555 | Q     |
| 2    | Uladzislau Hancharou | BLR Bielorrússia   | 53.180    | 60.220    | 113.400 | Q     |
| 3    | Dylan Schmidt        | NZL Nova Zelândia  | 52.415    | 59.705    | 112.120 | Q     |
| 4    | Dominic Clarke       | AUS Austrália      | 52.130    | 59.550    | 111.680 | Q     |
| 5    | Dong Dong            | CHN China          | 52.275    | 59.375    | 111.650 | Q     |
| 6    | Daiki Kishi          | JPN Japão          | 52.205    | 59.335    | 111.540 | Q     |
| 7    | Andrey Yudin         | ROC                | 51.770    | 59.475    | 111.245 | Q     |
| 8    | Dmitry Ushakov       | ROC                | 49.795    | 59.690    | 109.485 | Q     |
| 9    | Ángel Hernández      | COL Colômbia       | 51.350    | 54.580    | 105.930 | R1    |
| 10   | Seif Sherif          | EGY Egito          | 45.810    | 50.380    | 96.190  | R2    |
| 11   | Diogo Abreu          | POR Portugal       | 52.135    | 41.285    | 93.420  |       |
| 12   | Mykola Prostorov     | UKR Ucrânia        | 51.385    | 41.185    | 92.570  |       |
| 13   | Aliaksei Shostak     | USA Estados Unidos | 51.165    | 30.985    | 82.150  |       |
| 14   | Gao Lei              | CHN China          | 52.245    | 10.575    | 62.820  |       |
| 15   | Ryosuke Sakai        | JPN Japão          | 38.935    | 23.315    | 62.250  |       |
| 16   | Allan Morante        | FRA França         | 14.590    | 6.490     | 21.080  |       |

### Final
Disputada às 14:50 locais, os melhores ginastas ao final de uma rotina única garantiram as medalhas.
| Pos.              | Ginasta                  | Nota D | Nota E | Nota H | Nota T | Pen. | Total  |
| ----------------- | ------------------------ | ------ | ------ | ------ | ------ | ---- | ------ |
| Medalha de ouro   | BLR Ivan Litvinovich     | 18.200 | 16.500 | 9.100  | 17.915 |      | 61.715 |
| Medalha de prata  | CHN Dong Dong            | 17.800 | 16.600 | 9.700  | 17.135 |      | 61.235 |
| Medalha de bronze | NZL Dylan Schmidt        | 17.800 | 16.300 | 9.600  | 16.975 |      | 60.675 |
| 4                 | BLR Uladzislau Hancharou | 17.900 | 16.300 | 9.000  | 17.365 |      | 60.565 |
| 5                 | ROC Dmitry Ushakov       | 17.100 | 16.500 | 8.900  | 17.100 |      | 59.600 |
| 6                 | ROC Andrey Yudin         | 17.800 | 15.200 | 8.500  | 16.735 |      | 58.235 |
| 7                 | JPN Daiki Kishi          | 17.300 | 14.900 | 8.700  | 16.915 |      | 57.815 |
| 8                 | AUS Dominic Clarke       | 7.400  | 6.600  | 3.700  | 7.255  |      | 24.955 |